# رول بار

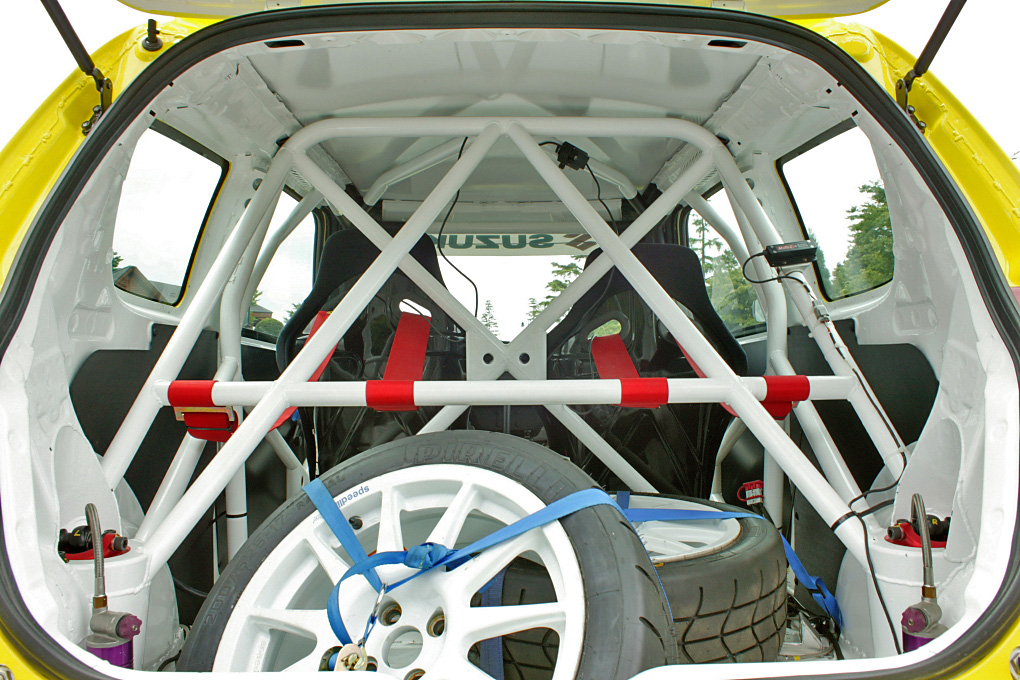
نمونه رول بار نصب شده در خودروی سوزوکی

رول بار یا رول کِیج (به انگلیسی: roll cage) عبارت است از مجموعه‌ای از قطعات فلزی به صورت لوله یا پروفیل که جهت افزایش استحکام خودروها در هنگام چپ شدن خودرو و جلوگیری از وارد شدن ضربه حاصل از واژگونی به سرنشینان خودرو و عموماً در خودروهای مورد استفاده در مسیرهای آف رُدینگ و رالی نصب می‌گردد. این اتصالات با استفاده از جوش یا پیچ و مهره و در قطرها و اشکال مختلف با توجه به کاربری آن و وزن و مشخصات خودرو طراحی و نصب می‌گردد.
خودروهایی که دارای سیستم حفاظت رولینگ قابل تحویل هستند عبارتند از: پژو ۳۰۷ سی‌سی، ولوو سی۷۰، مرسدس بنز اس‌ال ۵۰۰ و جگوار ایکس‌کی.

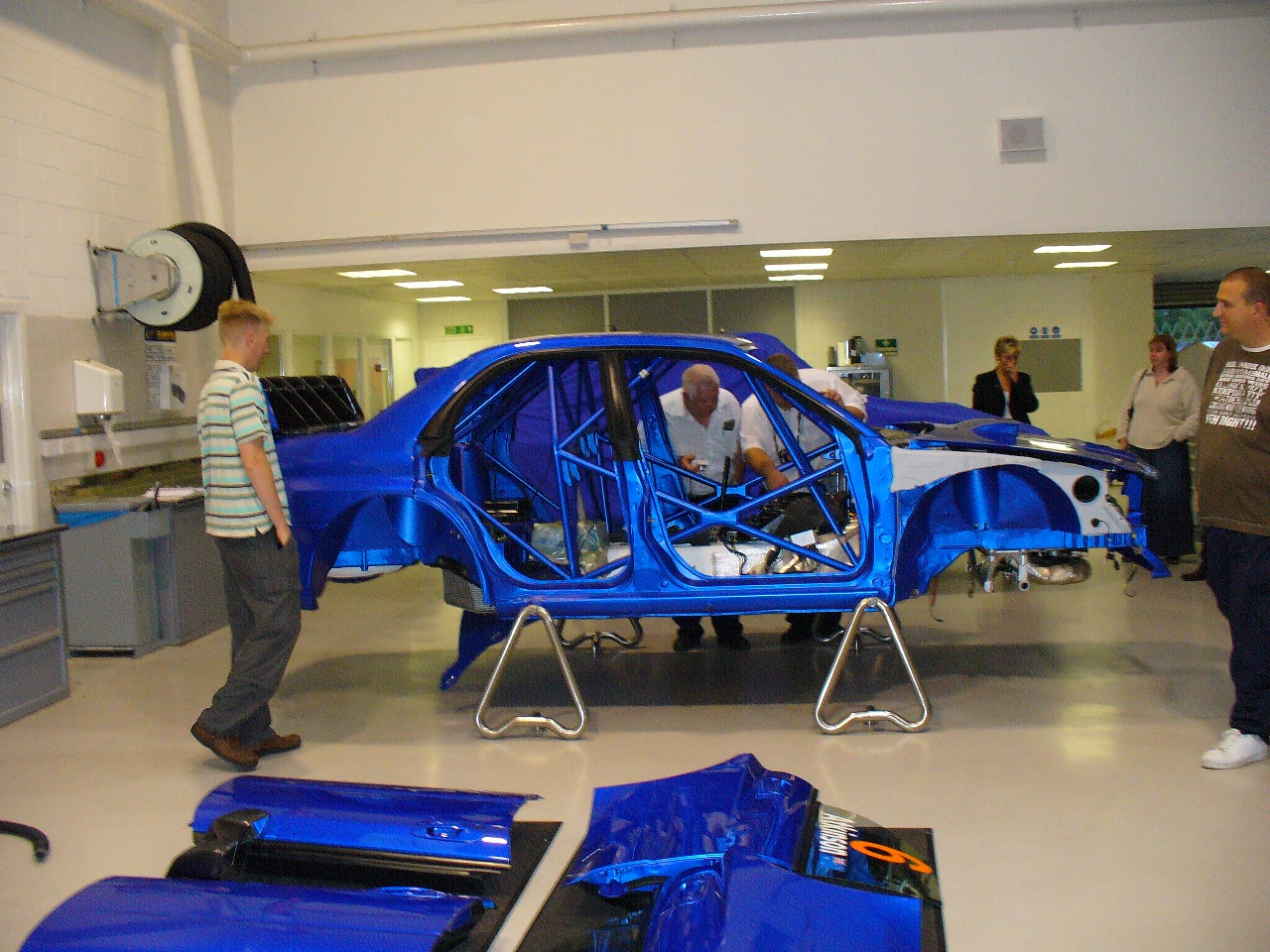
یک ماشین مسابقهٔ بادی‌شِل با رول بار یکپارچه
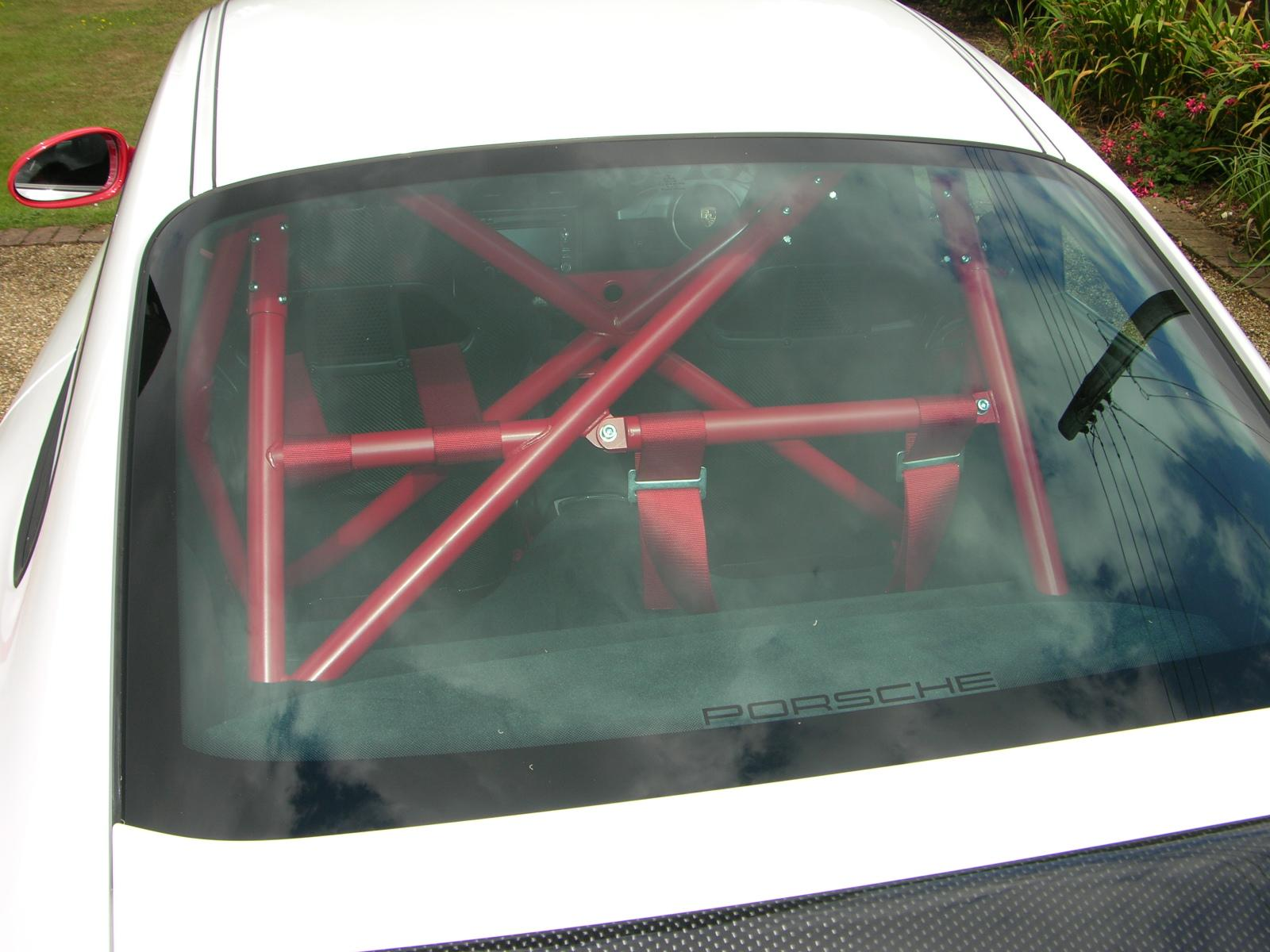
رول کیج در یک پورشه ۹۱۱ جی‌تی۳.